# Bescansa
Bescansa es un despoblado desaparecido y antigua pardina perteneciente al término municipal de Jaca, comarca de Jacetania, en la provincia de Huesca.

## Geografía
Bescansa se encuentra a 880 metros de altitud sobre el nivel del mar.

## Toponimia
El topónimo es de origen latino, relativo a bosque o tierras puestas a cultivo. El topónimo alrededor de su historia ha sufrido algunas variaciones estas son Bescasa, Beschasa, Beskansa y Belkasa.

## Historia
Los primeros documentos encontrados a los que se le hace mención datan de 1041. En 1108 se le vuelve a mencionar por una donación de parte de los derechos recaudatorios de un denominado Lope López de Nardués al monasterio de Leyre.  El 20 de diciembre de 1397 el rey Martín I, atribuyó al concejo municipal de Jaca varias poblaciones, entre ellas Bescansa.
La explotación agrícola se construyó sobre un antiguo núcleo medieval, ya abandonado.

### Abandono
El 24 de julio del año 1566 la condición económica de los habitantes era tan extrema que fueron obligados a vender todos sus bienes al concejo municipal de Jaca que se haría dueño temporalmente de estas tierras hasta que tiempo después quedarían abandonadas en su totalidad. La carta dice lo siguiente.
"Que convocados y congregados -a son de campana como era costumbre- el Concejo y universidad de los Jurados, vecinos, habitadores y singulares personas del lugar de Bescansa y juntados delante del cementerio de la iglesia parroquial, donde otras veces, para semejantes actos y decisiones solían reunirse, ante el Notario jacetano Joan de Vidos y en presencia de los testigos Mosen Nadal Rasal, Rector de Bescansa y el pintor Valentín Ruiz, de Jaca, comparecieron Martín de Fanlo, alias Buxo, y Martín Marín, Jurados y Valentín del Puente, Antón Vizcarra, Joan de Fanlo y Salvador Rapún, labradores y todos habitadores del citado lugar, los presentes por los ausentes y futuros, conformes y no discrepantes ni contradicentes, en nombre suyo propio y en el de dichos Concejo y universidad, de buen grado y cierta ciencia y plenamente informados de todo su derecho, del mejor modo, forma y manera que según fuero hacerlo podían, manifestaron:
VENDEMOS y por vía y título de pura, perfecta e irrevocable vendición, cedemos, transportamos, libramos y desemparamos a favor de:
Vosotros los Muy Magníficos Señores JURADOS y Prior de Veinticuatro que de presente sois y por tiempo serán de la ciudad de Jaca, como señores regidores y distribuidores de los bienes y rentas de las caridades de ella, para vosotros y quienes en el futuro la representen, a saber:
Todos y cualesquiere términos, montes, huertas, hierbas, dehesas, pastos, aguas, hornos, caminos, carnicerías, cazas, leñas, cuartos, décimas, primicias, derechos corporales e incorporales y otros que decir y pensar se puedan a nosotros y a cada uno y al Concejo y universidad de dicho lugar de Bescansa, así por privilegios reales como por disposición de derecho, fuero, observancia, uso y costumbre del Reyno de Aragón y por cualquier causa, título o razón, los cuales se dan aquí por nombrados, especificados, designados y confrontados debidamente, que os vendemos por precio de CUARENTA Y OCHO MIL sueldos dineros jaqueses buena moneda corrible en el reino de Aragón, que, otorgamos hallarse en nuestro poder y haber recibido de vosotros dichos compradores.
Y por causa y título de la presente vendición, damos, cedemos trasferimos y mandamos a vosotros los referidos compradores todos nuestros derechos, razones y acciones reales y personales útiles y directas, mixtas, ordinarias y extraordinarias que a nosotros correspondan en los bienes que os vendemos; de modo que podáis usar ejercer, en Juicio o fuera de él, contra todas y cada una personas, constituyéndoos en verdaderos señores y poseedores de aquellas cosas vendidas.
Y por tenor y título de la presente carta de vendición os ponemos a vosotros dichos compradores y a los vuestros, en la verdadera, real, actual y plena posesión de los sobredichos bienes y cosas incluidos en esta vendición, para que los podáis tener y disponer de ellos con autoridad propia, sin precisar licencia o mandamiento de Juez, Oficial eclesiástico o seglar y sin pena ni calonia alguna. Y prometemos que tanto nosotros, como nuestros herederos y sucesores, estaremos obligados a Eviction plenaria de cualquier pleito, cuestión y mala voz sobre aquellos bienes o parte de ellos, que fuere promovido por personas, universidades, cuerpos y colegios, sea cual fuere su grado, orden o condición.

Y por cada una de las cosas sobredichas, nos obligamos los vendedores en nuestras personas y todos nuestros bienes de cada uno de nosotros, por sí y por el de todos y del dicho Concejo, muebles y sitios habidos y por haber en el lugar de Bescansa, renunciando a nuestros propios Jueces ordinarios y locales, sometiéndonos a la jurisdicción, examen y compulsa del señor Rey, Gobernador y Regente del oficio de Justicia de Aragón, Vicarios generales y oficiales eclesiásticos de los señores Arzobispo de Zaragoza y Obispo de Jaca y Huesca, así como acatamos todas las cláusulas necesarias para que la presente vendición no se mude en ninguna manera."